# Parc d'Osseghem
Le parc d'Osseghem (en néerlandais : Ossegempark) est un parc forestier de 17 hectares situé sur le plateau du Heysel à Bruxelles. Il fut aménagé entre 1927 et 1935, à l'initiative du roi Léopold II, sur les plans de l'architecte paysagiste Jules Buyssens, dans le cadre de l'organisation de l'exposition universelle de 1935.

## Histoire[1]
Dans le prolongement du parc de Laeken dont il est séparé depuis l'exposition universelle de 1958 par l'avenue du Gros Tilleul, le parc d'Osseghem abrite sous ses frondaisons de hêtres, quelques vestiges de ce grand moment.

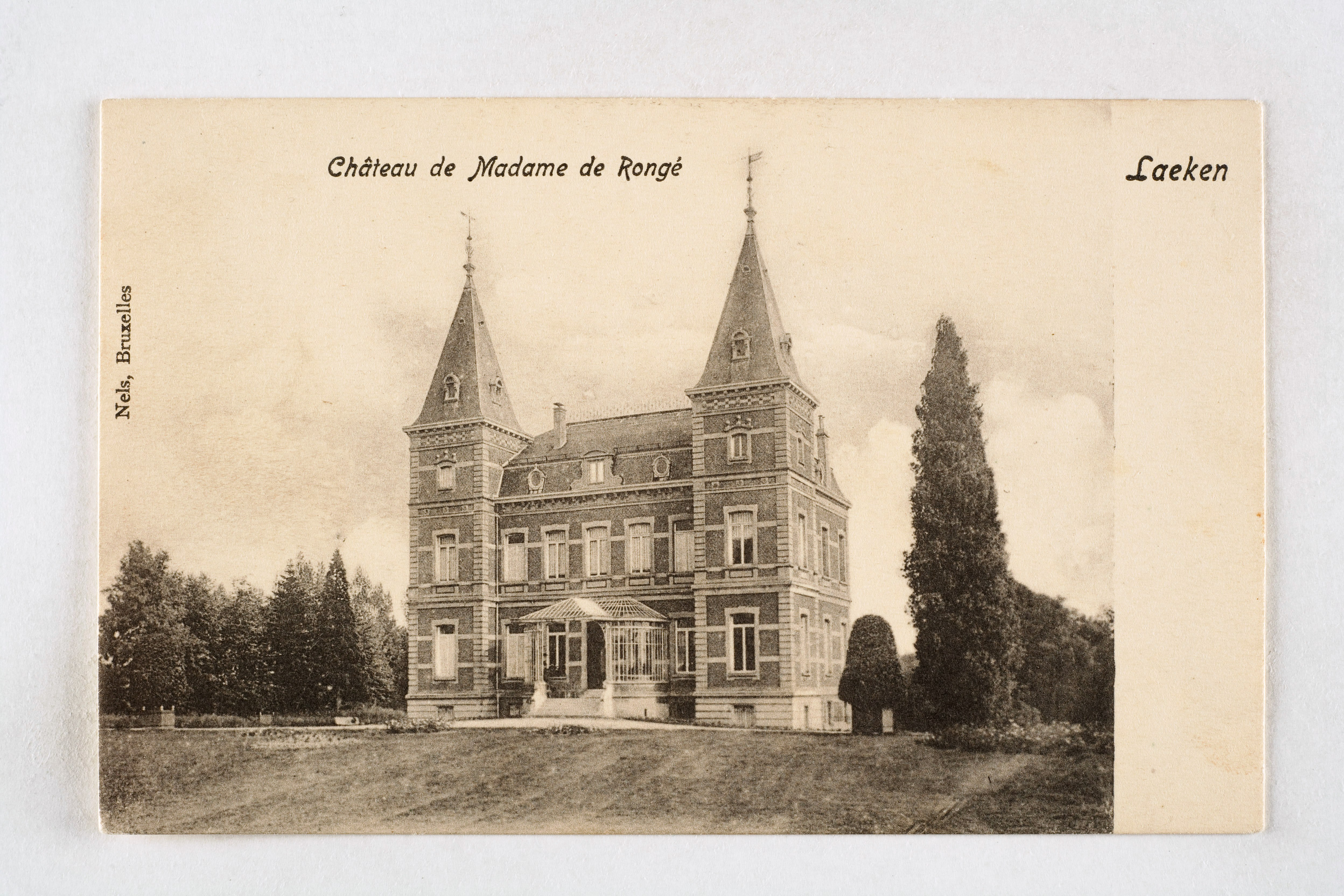
Château de Rongé

Le parc d'Osseghem est à l'origine un massif forestier appartenant à la campagne de Rongé, vaste domaine de 50 hectares sur lequel un château fut construit en 1866. Au décès de la veuve de M. de Rongé-Goffin en 1909, il est racheté par le roi Léopold II dans la perspective de l'urbanisation du quartier du Heysel.
Pendant longtemps, des carrières de pierre calcaire y ont été exploitées par les moines de l'abbaye d'Afflighem, propriétaire d'un vaste domaine de plus de 200 hectares sur le plateau. Une fois les carrières épuisées ou effondrées, les terrains impropres à la culture ont été plantés de hêtres. 
Les caractéristiques d'origine du site, qui l'ont épargné de l'urbanisation, ont été respectées par Jules Buyssens, inspecteur des plantations à la Ville de Bruxelles, chargé de l'aménagement du parc en prévision de l'exposition universelle de 1935. C'est ainsi que les étangs ont été creusés dans les profondes dépressions laissées par les anciennes carrières.

## Un parc forestier à l'anglaise
Le parc est enserré entre le boulevard du Centenaire, l'avenue de l'Atomium, l'avenue de Madrid, l'avenue du comte Moens de Fernig – commissaire général de l'Exposition universelle de 1958 – et l'avenue du Gros Tilleul.
Conçu comme un parc forestier à l'anglaise au tracé irrégulier, le parc d'Osseghem présente une habile répartition de dénivelés entre des pentes abruptes, des arbres isolés et de vastes bouquets de plantations qui n'entament pas les perspectives allongées. Jamais la dénivellation entre un point haut et un point bas ne dépasse quinze mètres, ce qui, compte tenu de l'escarpement naturel du site, reste un exploit. Les chemins serpentent soit au ras de l'eau, soit au sommet des berges.

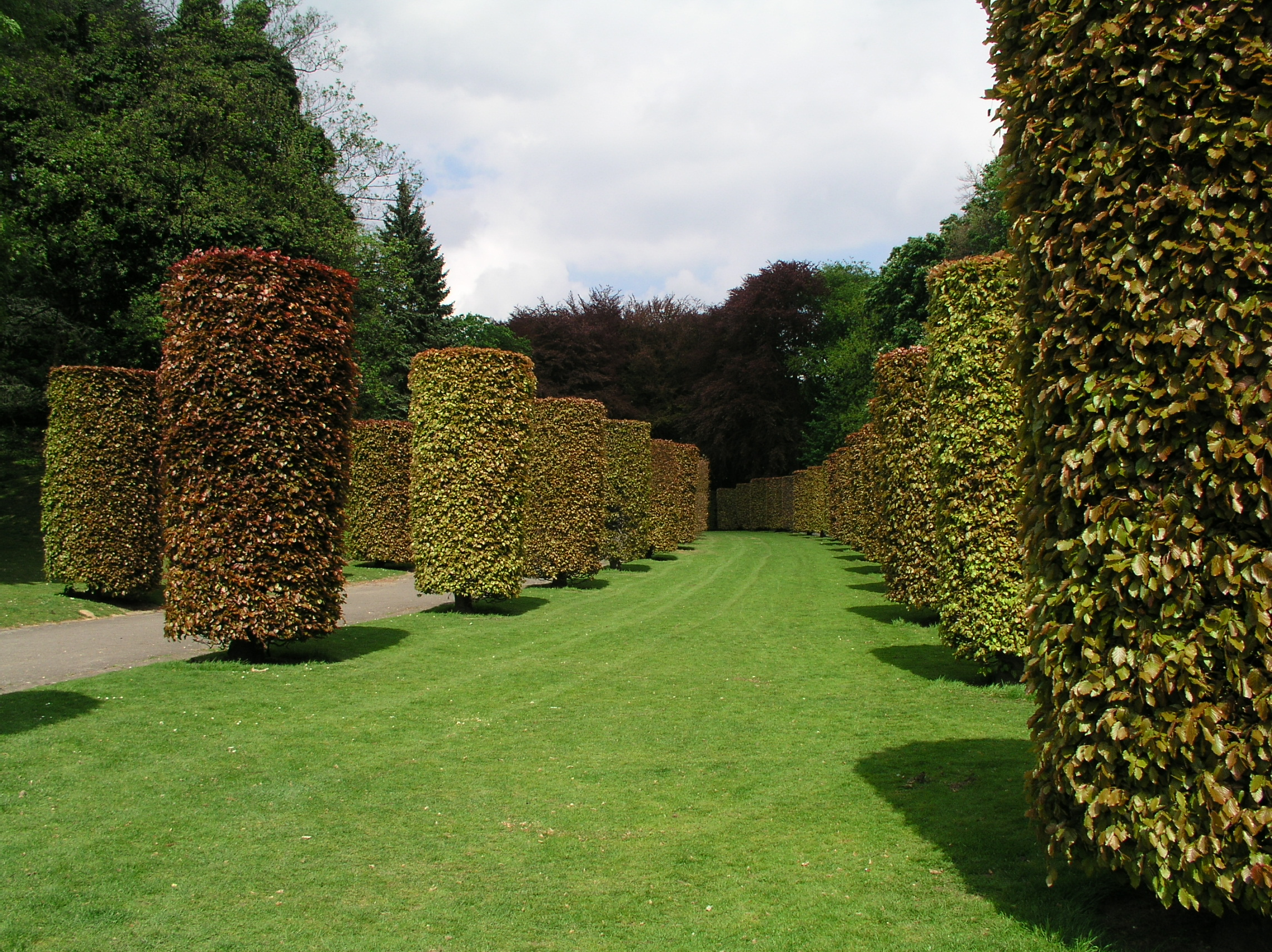
Allée de hêtres pourpres

Une allée de quatre rangées de hêtres pourpres taillés en cylindre (avenue du Hallier) conduit au sommet du parc à partir de la place Louis Steens. Elle se prolonge au-delà du carrefour de l'avenue de la Passerelle par des allées de hêtres non taillés. Ensuite, une allée bordée de châtaigniers conduit à l'avenue de Madrid, une autre bordée de hêtres vers l'avenue du Vieux Bruxelles. A droite s'étend une vaste pelouse qui vient mourir en bordure de voirie. La plupart des espèces d'arbres sont d'origine indigène : chênes, érables, hêtres, platanes, charmes, etc…
Un étang s'étire, serpentant et tortueux, sur près de 500 mètres de long avec une île centrale boisée dans la dépression. Il est alimenté par les nombreuses sources qui affleurent dans le fond du vallon et bordé de deux chemins propices à la flânerie. Deux passerelles témoignent de l'évolution des techniques du béton armé. La première, construite en forme d'arche, date de 1935 ; la deuxième a été placée en 1958 dans le prolongement de la passerelle qui traversait la section étrangère de l'exposition au-dessus de l'avenue du Gros Tilleul et dont il ne subsiste aujourd'hui que l'amorce. Celle-ci referme, en cul-de-sac, la large avenue de la Passerelle et forme ainsi une terrasse enclose d'une balustrade des années cinquante qui surplombe l'avenue du Gros Tilleul.

## Eléments remarquables

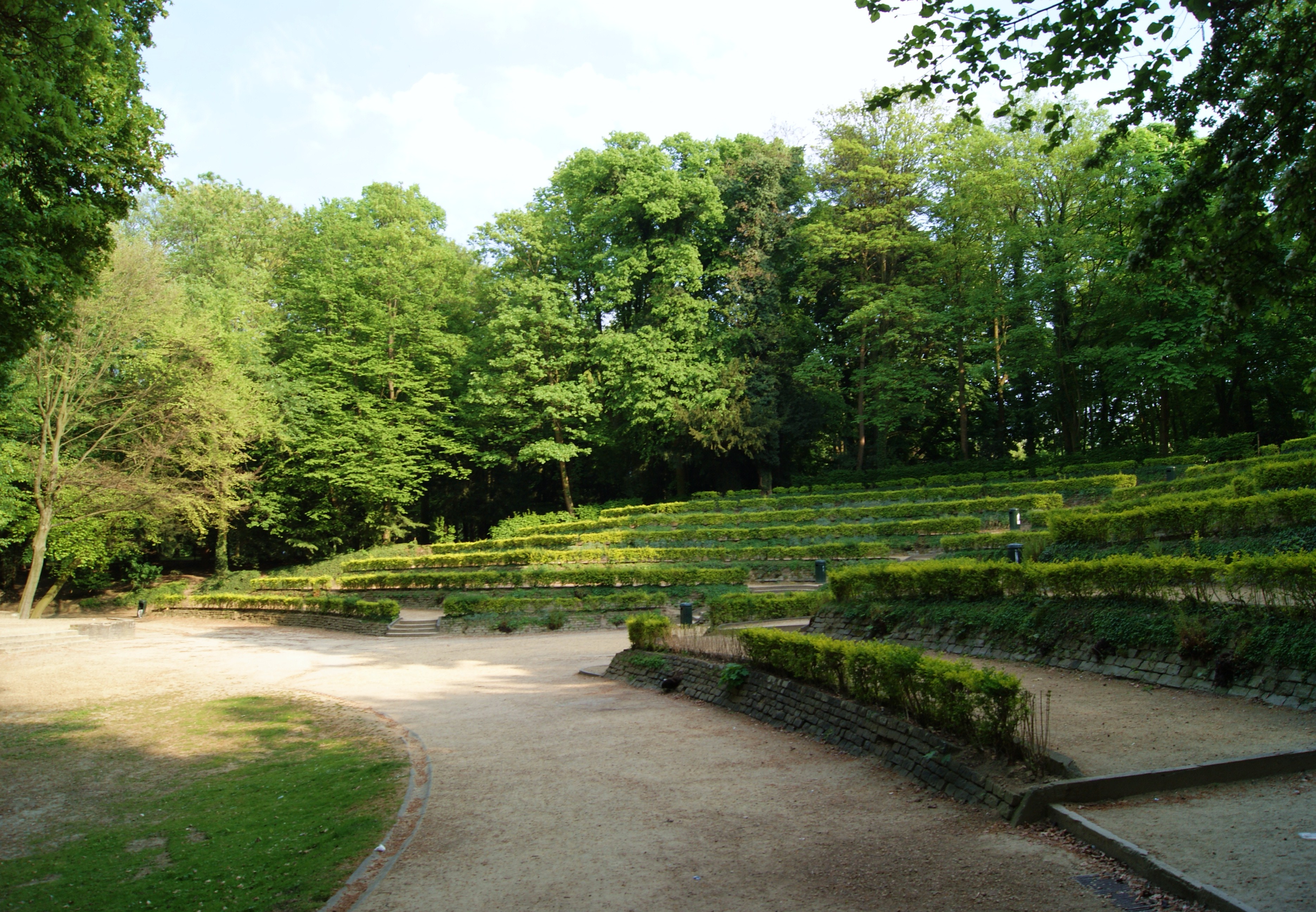
Le théâtre de verdure

### Le théâtre de verdure
50° 53′ 40″ N, 4° 20′ 39″ E
Dans la partie boisée, près du grand étang, un théâtre de verdure dessiné en hémicycle et constitué de terrasses successives gravillonnées, pouvait accueillir jusqu'à trois mille spectateurs. Ce type d'infrastructure était abondamment utilisé lors des expositions.

### Le pavillon du comptoir Tuilier

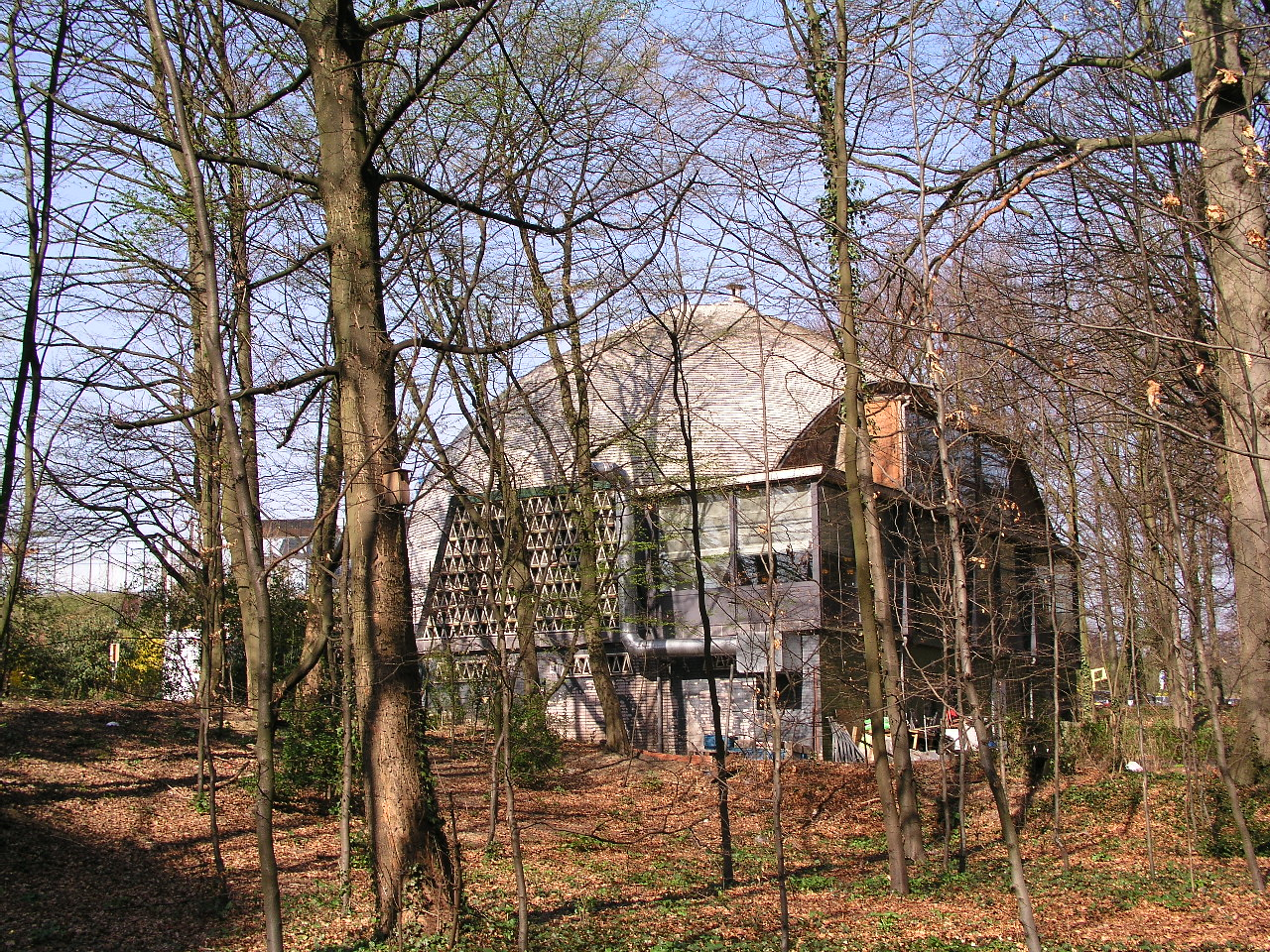
Ancien comptoir tuilier de Courtrai

Situé en bordure du parc, avenue de l'Atomium, le pavillon du Comptoir Tuillier (entreprise courtraisienne) est un bâtiment conçu par l'architecte Guy Bontinck, pour l'exposition universelle de 1958 et l'un des rares à ne pas avoir été détruit. Désormais classé, il est aujourd'hui occupé par un restaurant. Le dôme tronqué placé sur un socle était recouvert d'une carapace de plaques de terre cuite et de tuiles émaillées.

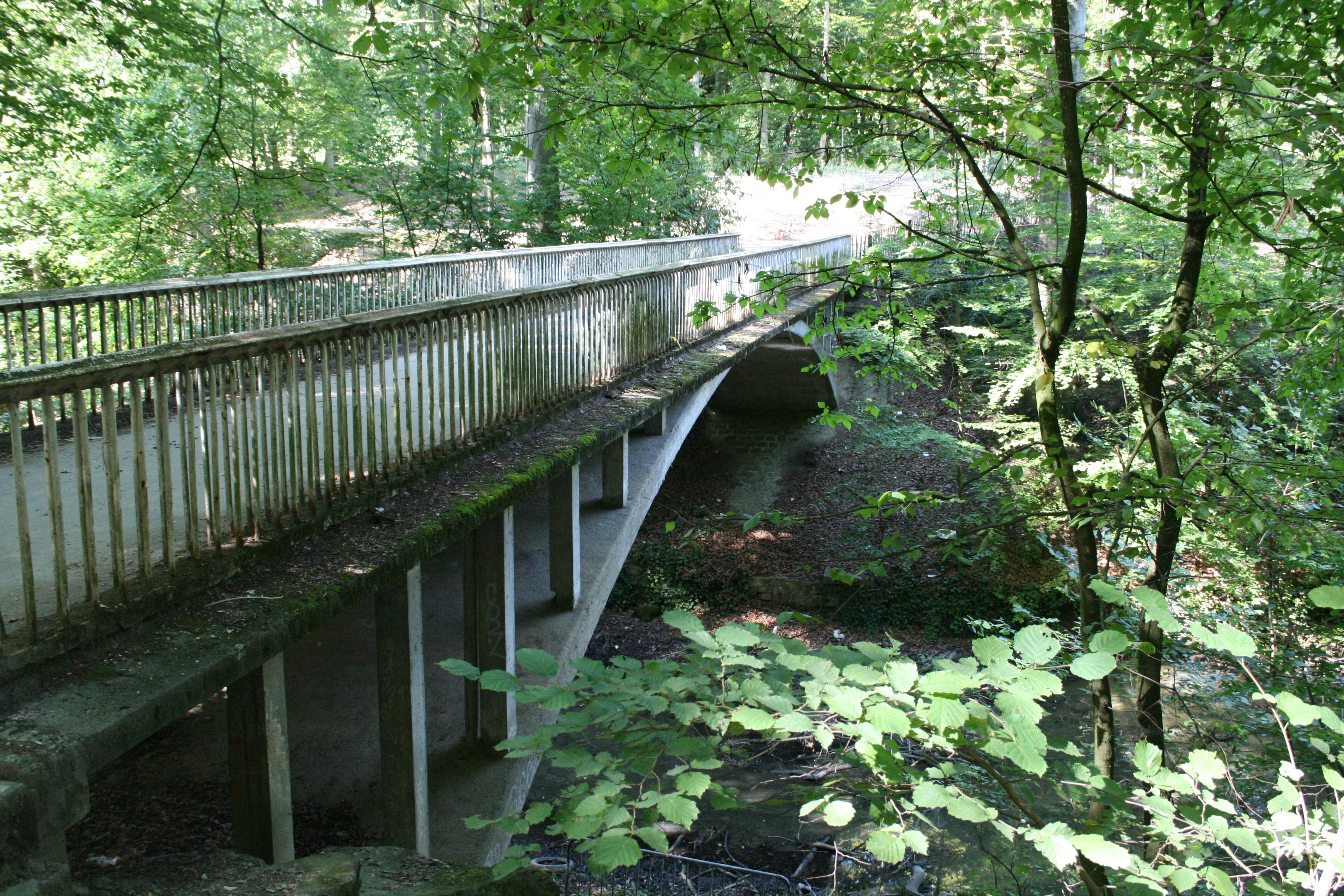
Vue latérale de la passerelle

### Le monument à Adolphe Max
50° 53′ 36″ N, 4° 20′ 38″ E (au bas de l'avenue du Hallier)

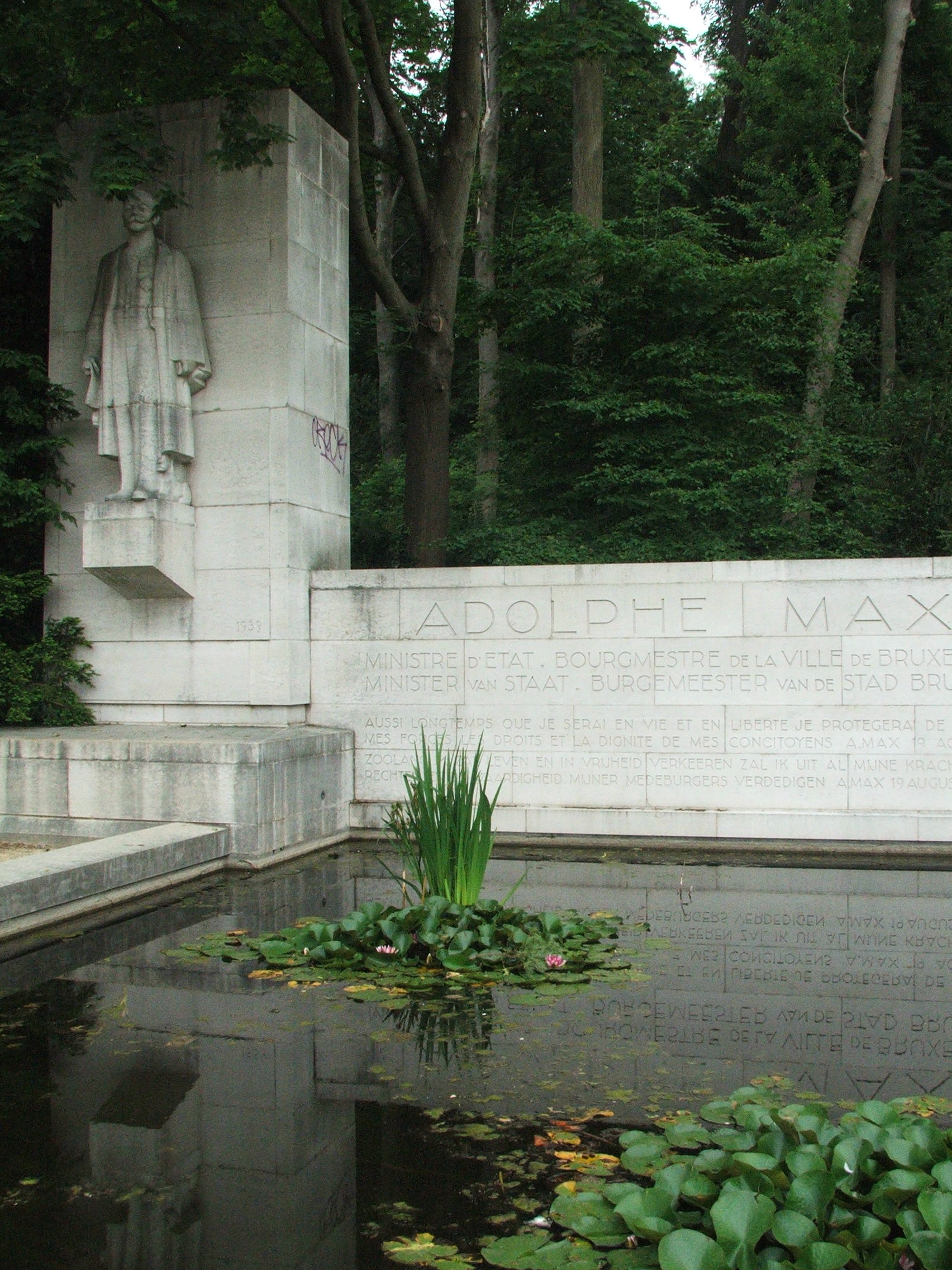
Monument à la mémoire d'Adolphe Max.

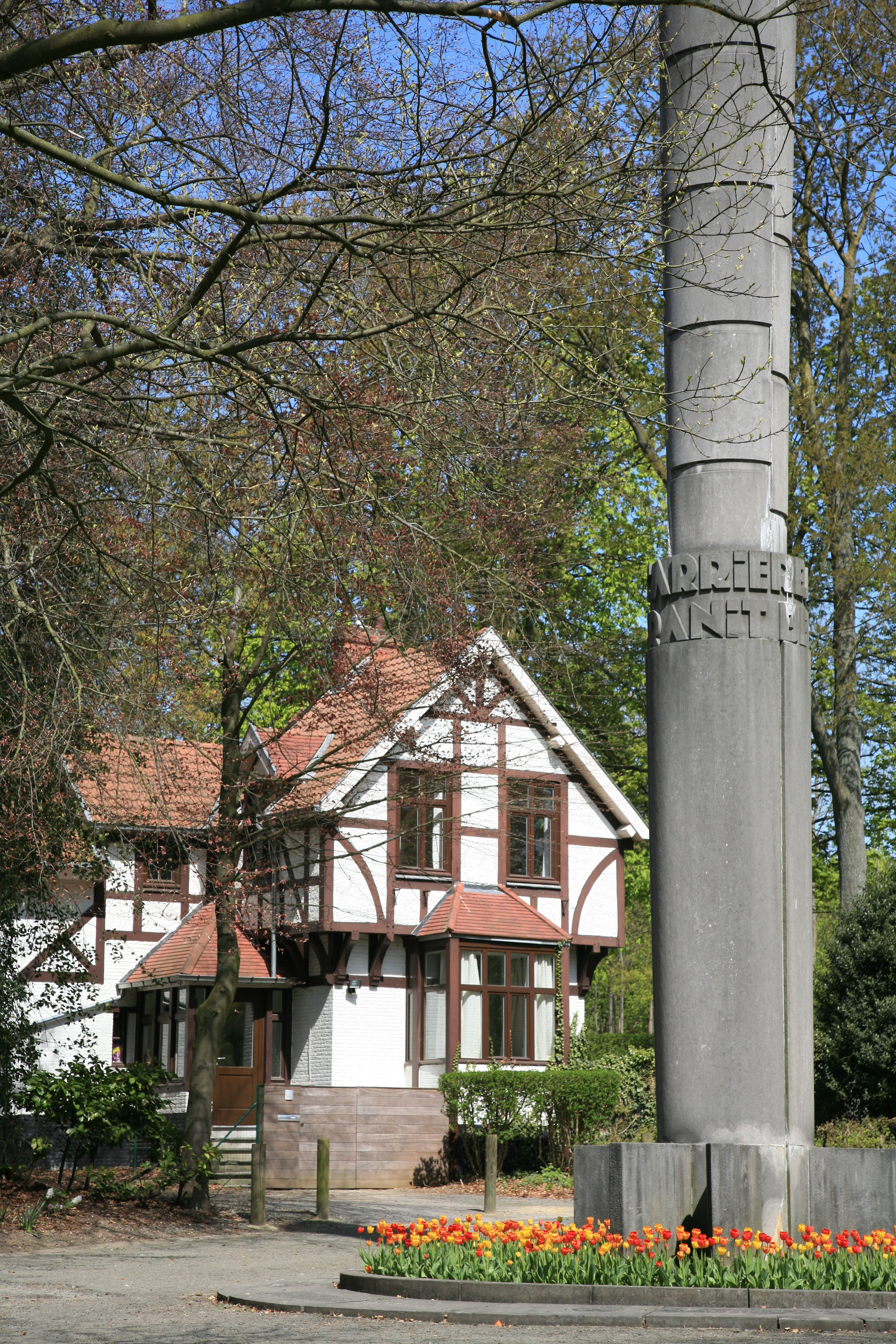
Conciergerie et stèle de granit

Ce monument est un hommage à Adolphe Max, bourgmestre qui a particulièrement marqué l'évolution de Bruxelles au début du XXe siècle. Le monument est l'œuvre du sculpteur Fernand Debonnaires (1907-1997)et de l'architecte Augustin Bernard), réalisé en hommage au rôle joué par le bourgmestre de Bruxelles pendant la Première Guerre mondiale. Le reflet de la silhouette sur le plan d'eau symbolise la cohérence de sa conduite.

### Association des carrières de petit granit belges
Cette haute stèle en pierre bleue, réalisée par l'architecte Charles Van Nueten en 1935, marque l'entrée du parc située du côté de l'avenue de Madrid. Elle était destinée à faire la publicité de la pierre de Soignies à l'occasion de l'exposition universelle. Elle jouxte la maison du gardien, de style cottage anglais très pittoresque, caractérisée par ses murs à colombages.

### La brigade canine
50° 53′ 37″ N, 4° 20′ 48″ E
Avenue du Gros Tilleul, no 4.
Il s'agit du centre de formation pour le dressage des chiens de police pour la zone Bruxelles-Nord.

## Événements
- le festival Brosella Folk & Jazz